# Caroline Fletcher
Caroline Fletcher, nota anche come Carol Fletcher, (Denver, 22 novembre 1906 – 3 aprile 1998), è stata una tuffatrice statunitense.

## Biografia
Ha rappresentato gli Stati Uniti d'America di Parigi 1924 dove ha conquistato la medaglia di bronzo nel concorso del trampolino.

## Palmarès
- Giochi olimpici

Parigi 1924: bronzo nel trampolino.